# Décès en 1971
Décès
- 1967
- 1968
- 1969
- 1970
- 1971
- 1972
- 1973
- 1974
- 1975

Cet article présente une liste de personnalités mortes au cours de l'année 1971.

Les mois de l'année font également l'objet de listes spécifiques :

## Décès par mois

### Inconnu
- Juan Altisent, compositeur espagnol (° 1891).
- Pierre Bach, peintre paysagiste français (° 1906).
- Inès Barcy, peintre française (° 1880).
- Alfred Bergier, peintre français (° 1881).
- André Aaron Bilis, peintre, portraitiste et miniaturiste russe puis argentin (° 1893).
- Bernard Bottet, peintre et archéologue français (° 16 août 1900).
- Robert-André Bouroult, peintre français (° 1893).
- Émile Bréchot, peintre et sculpteur français (° 5 décembre 1887).
- Jacques Camus, peintre, graveur, aquafortiste, lithographe et illustrateur français (° 15 octobre 1893).
- Olga Choumansky, décoratrice de théâtre et de cinéma, dessinatrice, peintre et costumière roumaine (° 8 mars 1896).
- Maurice Deschodt, peintre français (° 1899).
- Léon Dupin, peintre et affichiste français (° 22 mars 1898).
- Esther de Mézerville, enseignante et militante féministe costaricienne (° 29 avril 1885).
- Guglielmo Pizzirani, peintre italien (° 28 novembre 1886).
- Paolo Scheggi, peintre italien (° 1940)

### Janvier
- 2 janvier : Apollinari Doudko, directeur de la photographie et réalisateur soviétique (° 25 juillet 1909).
- 4 janvier : Jacqueline Pavlowsky, peintre française (° 1er septembre 1921).
- 8 janvier : René Simon, professeur d'art dramatique français (° 18 mai 1898).
- 9 janvier :
  - Manuel Fernández, joueur et entraîneur de football espagnol naturalisé français (° 1er février 1922).
  - René Rodes, peintre français (° 7 juin 1896).
- 10 janvier :
  - Christine Boumeester, peintre abstraite et graveuse française d'origine hollandaise (° 12 août 1904).
  - Coco Chanel, créatrice de mode, française (° 19 août 1883).
- 13 janvier : Henri Tomasi, compositeur et chef d'orchestre français (° 17 août 1901).
- 15 janvier :
  - John Dall, acteur américain (° 26 mai 1920).
  - Ernest Ouandié, homme politique camerounais (° 1924).
- 17 janvier : Philippe Thys, coureur cycliste belge (° 8 octobre 1889).
- 20 janvier : Gilbert M. Anderson, réalisateur, acteur, scénariste et producteur de cinéma américain (° 21 mars 1880).
- 23 janvier : Germaine Bongard, peintre et couturière française (° 3 février 1885).
- 25 janvier : Barry III, de son vrai nom Ibrahima Barry, homme politique guinéen (° 1923).
- 27 janvier : Jacobo Arbenz Guzmán, président du Guatemala de 1951 à 1954 (° 14 septembre 1913).
- 28 janvier : Donald Winnicott, pédiatre et psychanalyste britannique (° 7 avril 1896).
- 29 janvier :
  - José Arana Goróstegui, footballeur espagnol (° 27 avril 1912).
  - Tony Murena, accordéoniste et compositeur italien (° 24 janvier 1915).

### Février
- 1er février : Soultan Amet-Khan, as de l'aviation et pilote d’essai soviétique (° 25 octobre 1920).
- 7 février :  Marie Christophe Robert Borocco, diplomate et résistant français (°17 mai 1909).
- 10 février : Henri Huet, peintre et reporter-photographe de guerre français (° 14 avril 1927).
- 11 février :
  - André Boursier-Mougenot, peintre figuratif, illustrateur, auteur, photographe et cinéaste français (° 13 juillet 1892).
  - Willi Geiger, peintre et illustrateur allemand (° 17 août 1878).
- 15 février :
  - François Gardier, coureur cycliste belge (° 27 mars 1903).
  - Freddy Terwagne, homme politique belge d'expression française (° 26 mars 1925).
- 18 février : 
  - Jaime de Barros Câmara, cardinal brésilien, archevêque de  Rio de Janeiro (° 3 juillet 1894).
  - Afoafouvale Misimoa (Harry Moors), homme politique et diplomate samoan et fondateur et premier capitaine de l'équipe des Samoa de rugby à XV (° 25 septembre 1900).
- 21 février : Adolph Weiss, compositeur américain (° 12 novembre 1891).
- 22 février : Rudolf Mauersberger, compositeur allemand (° 29 janvier 1889).
- 24 février : Albert de Vleeschauwer, homme politique belge (° 1er janvier 1897).
- 26 février : Fernandel, comédien, chanteur comique français (° 8 mai 1903).

### Mars
- 3 mars : Victor Leemans, homme politique belge (° 21 juillet 1901).
- 8 mars :
  - Harold Lloyd, comédien, américain (° 20 avril 1893).
  - Lucila Luciani de Pérez Díaz, historienne, écrivaine et féministe vénézuélienne (° 21 janvier 1882).
- 12 mars : David Burns, acteur et chanteur américain (° 22 juin 1902).
- 15 mars : Jean-Pierre Monseré, coureur cycliste belge (° 8 septembre 1948).
- 16 mars : Helmuth Rudolph, acteur allemand (° 16 octobre 1900).
- 20 mars :
  - Hallam Cooley, acteur américain (° 8 février 1895).
  - Édouard-Marcel Sandoz, sculpteur et aquarelliste suisse (° 21 mars 1881).
- 22 mars : Vicente Saura, footballeur espagnol (° 27 février 1901).
- 27 mars : Manuel Rodríguez Lozano, peintre mexicain (° 4 décembre 1891).
- 28 mars : Felix Wolfes, compositeur et chef d'orchestre allemand (° 2 septembre 1892).
- 31 mars : Michael Browne, cardinal irlandais, maître général des dominicains (° 6 mai 1886).

### Avril
- 5 avril : Maurice De Korte, sculpteur belge (° 8 août 1889).
- 6 avril : Igor Stravinsky, compositeur russe (° 17 juin 1882).
- 8 avril :
  - Gaston Balande, peintre et dessinateur français (°31 mai 1880).
  - Jilali Gharbaoui, peintre marocain (°10 mai 1929).
- 11 avril : Marcel Gromaire, peintre, graveur, décorateur, illustrateur et cartonnier français (° 24 juillet 1892).
- 12 avril : Wynton Kelly, pianiste de jazz américain (° 2 décembre 1931).
- 13 avril : Ernest Heber Thompson, peintre, graveur et professeur d'art néo-zélandais (° 20 janvier 1891).
- 14 avril : Adrien Degbey, homme politique béninois (° 10 mai 1918).
- 17 avril : Pierre Valade, peintre français (° 10 septembre 1909).
- 18 avril :
  - Attilio Bernasconi, footballeur argentin naturalisé français (° 29 septembre 1905).
  - Diongolo Traoré, homme politique français puis burkinabé (° 1914)
- 20 avril :
  - Alberto Magnelli, peintre italien (° 1er juillet 1888).
  - Barnett Parker, acteur britannique (° 3 septembre 1897).
- 21 avril : François « Papa Doc » Duvalier, dictateur haïtien (° 14 avril 1907).
- 25 avril : Arthur Rigby, acteur et scénariste britannique (° 27 septembre 1900).
- 30 avril : Henri Adeline, général de brigade et résistant français (° 8 mai 1898).

### Mai
- 3 mai :
  - Ksenia Bogouslavskaïa, peintre, illustratrice et décoratrice de théâtre russe puis soviétique (° 24 janvier 1892).
  - Massimo Campigli, peintre italien (° 4 juillet 1895).
- 5 mai : Violet Constance Jessop, hôtesse en mer puis infirmière britannique et argentine (° 2 octobre 1887).
- 10 mai : Shūkichi Mitsukuri, compositeur japonais de musique classique (° 21 octobre 1895).
- 13 mai :
  - Hubert von Meyerinck, acteur allemand  (° 23 août 1896).
  - Léon Parisot, coureur cycliste français (° 14 octobre 1890).
- 15 mai : Tyrone Guthrie, réalisateur, acteur et scénariste britannique (° 2 juillet 1900).
- 17 mai : Eduardo Ávalos, homme politique argentin (° 22 avril 1892).
- 21 mai :
  - Dennis King, acteur britannique (° 2 novembre 1897).
  - Jim Sévellec, peintre et céramiste français (° 21 janvier 1897).
- 24 mai : Raichō Hiratsuka, écrivaine japonaise (° 10 février 1886).
- 25 mai : Gustav-Adolf Mossa, peintre symboliste français (° 28 janvier 1883).
- 28 mai :
  - Audie Murphy, acteur, producteur américain  (° 20 juin 1925).
  - Jean Vilar, acteur et metteur en scène de théâtre français (° 25 mars 1912).
  - Roland Wakelin, peintre et professeur australien et néo-zélandais (° 17 avril 1887).
- 29 mai : 
  - Max Trapp, compositeur et pédagogue allemand (° 1er novembre 1887).
  - Carlos Martínez Baena, acteur et scénariste hispano-mexicain (° 7 mai 1889).
- 30 mai : Marcel Dupré, organiste, improvisateur, pédagogue et compositeur français (° 3 mai 1886).
- 31 mai : Norman Wilkinson, peintre, illustrateur, affichiste et camoufleur de guerre britannique (° 24 novembre 1878).

### Juin
- 4 juin : Georg Lukacs, philosophe et homme politique hongrois (° 13 avril 1885).
- 7 juin : Camille Gutt, homme politique belge (° 14 novembre 1884).
- 10 juin : Michael Rennie, acteur britannique (° 25 août 1909).
- 18 juin :
  - Paul Karrer, chimiste suisse (° 21 avril 1889).
  - Charles Meunier, coureur cycliste belge (° 18 juin 1903).
- 21 juin :
  - Erich Hermès, peintre et dessinateur suisse (° 18 janvier 1881).
  - Ludwig Schmidseder, compositeur, pianiste, acteur et cuisinier à la télévision allemande (° 24 août 1904).
- 23 juin : Louis Lecoin, militant pacifiste et libertaire français (° 30 septembre 1888).
- 24 juin : Gunnar Sköld, coureur cycliste suédois (° 24 septembre 1894).
- 26 juin : Juan Manén, violoniste et compositeur espagnol d'origine catalane (° 14 mai 1883).
- 28 juin : Martin Benka, peintre, illustrateur et graveur austro-hongrois puis tchécoslovaque (° 21 septembre 1888).
- 29 juin : Maurice Bouviolle, peintre français (° 3 juin 1893).
- 30 juin :
  - Gueorgui Dobrovolski, cosmonaute russe (° 1er juin 1928).
  - Alberto Ghilardi, coureur cycliste italien (° 25 aout 1909).
  - Viktor Patsaïev, cosmonaute russe (° 19 juin 1933).
  - Vladislav Volkov, cosmonaute russe (° 23 novembre 1935).

### Juillet
- 3 juillet : Jim Morrison, chanteur, auteur-compositeur et poète américain (° 8 décembre 1943).
- 4 juillet :
  - August Derleth, écrivain, anthologiste et éditeur américain (° 24 février 1909).
  - Raymond Feuillatte, peintre français (° 13 mai 1901).
- 6 juillet : Louis Armstrong, chanteur et musicien de jazz américain (° 4 août 1901).
- 7 juillet : Ub Iwerks, animateur et producteur américain (° 24 mars 1901).
- 10 juillet : Amin Demnati, peintre marocain (° 15 janvier 1942).
- 17 juillet : Cliff Edwards, chanteur, acteur et musicien américain (° 14 juin 1895).
- 19 juillet : Romelia Alarcón Folgar, poétesse, journaliste et suffragette guatémaltèque (° 27 octobre 1900).
- 21 juillet : Eugene Borden, acteur français naturalisé américain (° 21 mars 1897).
- 22 juillet : Sossipatré Assathiany, homme politique géorgien (° 8 septembre 1883).
- 24 juillet : Joseph Sima, peintre français d'origine austro-hongroise et tchécoslovaque (° 18 mars 1891).
- 25 juillet :
  - Raymond Legueult, peintre français (° 10 mai 1898).
  - Leroy Robertson, compositeur et enseignant américain (° 21 décembre 1896).
- 27 juillet : José Mata, matador espagnol (° 23 juillet 1937).
- 29 juillet : Georges Hermann, peintre, graveur, plasticien, théoricien de l'art et chimiste français (° 26 juin 1923).
- 31 juillet : Gerardo Salvador Merino, juriste, homme politique et gestionnaire d’entreprise espagnol (° 8 septembre 1910).

### Août
- 1er août : August Oberhauser, footballeur international suisse (° 4 mars 1899).
- 2 août :  Anton Grylewicz, ouvrier et homme politique allemand social-démocrate puis communiste (° 8 janvier 1885).
- 6 août :
  - Maurice Duhaupas, peintre français (° 20 février 1891).
  - Jacques Thiout, peintre et dessinateur français (° 1er juillet 1913).
- 8 août : Paul Deltombe, peintre français (° 6 avril 1878).
- 10 août : Federico Callori di Vignale, cardinal italien de la Curie romaine (° 15 décembre 1890).
- 11 août : Joe Smith, footballeur international anglais (° 25 juin 1889).
- 12 août : Louis Charrat, peintre français (° 19 octobre 1903)
- 17 août : Horace McMahon, acteur américain (° 17 mai 1906).
- 20 août : Alexandre Nikolaïevitch Samokhvalov, peintre avant-gardiste russe puis soviétique (° 21 août 1894).
- 21 août : Gianfilippo Usellini, peintre et graveur italien (° 7 mai 1903).
- 24 août : Karel Pravoslav Sádlo, violoncelliste et pédagogue de violoncelle austro-hongrois puis tchécoslovaque (° 5 septembre 1898).
- 27 août :
  - Elio Bertocchi, coureur cycliste italien (° 16 septembre 1916).
  - Giannino Castiglioni, sculpteur et médailleur italien (° 4 août 1884).
- 31 août : René Aberlenc, peintre français (° 10 novembre 1920).

### Septembre
- 1er septembre :
  - Léon Dostert, linguiste et traducteur français (° 12 mai 1904).
  - Serge Fotinsky, peintre, aquarelliste, graveur et illustrateur russe puis soviétique et français (° 3 février 1887).
- 3 septembre : Alphonse Neyens, homme politique luxembourgeois (° 7 janvier 1886).
- 7 septembre : Spring Byington, actrice américaine (° 17 octobre 1886).
- 11 septembre : Nikita Khrouchtchev, homme politique russe puis soviétique  (° 15 avril 1894).
- 13 septembre : Lin Biao, homme d'État chinois (° 5 décembre 1907).
- 18 septembre :
  - Roméo Carles, acteur, scénariste et dialoguiste français (° 16 janvier 1897).
  - Camille Quesneville, graveur, imprimeur d'art et peintre français (° 2 mai 1901).
- 20 septembre : Georges Séféris, poète grec (° 13 mars 1900).
- 22 septembre : Paul Lemasson, peintre français (° 10 janvier 1897).
- 25 septembre : Hugo Black, homme politique et juriste américain (° 27 février 1886).
- 28 septembre : Bohuslav Reynek, poète, écrivain, peintre, graveur, illustrateur et traducteur austro-hongrois puis tchécoslovaque (° 31 mai 1892).
- 30 septembre : Gaston Gardet, footballeur français (° 2 avril 1913).

### Octobre
- 6 octobre : Kawashima Rüchiro, peintre japonais (° 9 mars 1886).
- 8 octobre : Joseph Inguimberty,  peintre français (° 18 janvier 1896).
- 9 octobre : William Costello, acteur américain (° 2 février 1898).
- 10 octobre :
  - Reginald McNamara, coureur cycliste sur piste australien (° 7 novembre 1888).
  - Roger Rémondon, historien français (° 9 février 1923).
- 11 octobre : 
  - Chester Conklin, acteur américain (° 11 janvier 1886).
  - Léon Delsinne, homme politique belge (° 30 juin 1882).
  - Berthe Noufflard, peintre française (° 5 juillet 1886).
- 12 octobre : Gene Vincent, chanteur de Rock'n'roll américain (° 11 février 1935).
- 15 octobre :
  - Albert Alain, organiste et compositeur français (° 1er mars 1880).
  - Joseph Offenbach, acteur allemand (° 28 décembre 1904).
- 19 octobre :
  - César Girón, matador vénézuélien (° 13 juin 1933).
  - François Lunven, graveur, dessinateur et peintre français (° 11 septembre 1942).
- 20 octobre : Vittorio Ambrosini, journaliste et soldat italien (° 26 février 1893).
- 24 octobre :
  - Fernand Quinet, chef d'orchestre, compositeur et violoncelliste belge (° 29 janvier 1898).
  - Joseph Siffert, coureur automobile suisse (° 17 juillet 1936).
  - Carl Ruggles, compositeur américain (° 11 mars 1876).
- 26 octobre :
  - Yves de la Casinière, musicien, compositeur et pédagogue français (° 11 février 1897).
  - Vincent Coleman, acteur américain (° 16 février 1900).
- 31 octobre : Roger Guérillot, colon français puis centrafricain (° 12 novembre 1904).

### Novembre
- 1er novembre :
  - Robert Bonfils, illustrateur, peintre, graveur et relieur français (° 15 octobre 1883).
  - Jeanne Coppel, peintre française (° 16 mai 1896).
- 5 novembre :
  - Kamesuke Hiraga, peintre, dessinateur et graveur japonais (° 25 septembre 1889).
  - Luigi Tasselli, coureur cycliste italien (° 20 octobre 1901).
- 11 novembre :
  - Georges Arnoux, compositeur français (° 3 août 1891).
  - Louis Gueuning, professeur et homme politique belge (° 5 mars 1898).
- 12 novembre : Eirik Labonne, diplomate français (° 3 octobre 1888).
- 13 novembre : Julien Lacaze, peintre, lithographe et aquafortiste français (° 11 août 1886).
- 14 novembre : Nektarios Tchargeïchvili, compositeur, pédagogue et philosophe russe et géorgien (° 5 septembre 1937).
- 15 novembre : Wanda Chełmońska, peintre polonaise (° 1889).
- 19 novembre : Secondo Casadei, musicien, violoniste, arrangeur, compositeur et chef d'orchestre italien (° 1er avril 1906).
- 26 novembre : Yusuf Ali Chowdhury, homme politique bengali-pakistanais (° 1905).
- 27 novembre :
- Barão de Itararé, journaliste, écrivain et humoriste brésilien (° 29 janvier 1895).
- Jan Groenestein, sculpteur, designer, peintre, pastelliste, aquarelliste, lithographe et aquafortiste néerlandais (° 4 octobre 1919).
- 30 novembre : Salvatore Crippa, coureur cycliste italien (° 2 novembre 1914).
- ? novembre : Sydney Herbert Wilson, agriculteur et homme politique fidjien (° vers 1886).

### Décembre
- 1er décembre : Israël Elsner, footballeur international israélien (° 31 août 1909).
- 2 décembre : René Crevel, architecte, décorateur et peintre français (° 23 février 1892).
- 5 décembre :
  - Andreï Andreïev, homme politique russe puis soviétique (° 18 octobre 1895).
  - Kynaston Reeves, acteur anglais (° 29 mai 1893).
- 6 décembre : Jan Altink,  peintre expressionniste néerlandais et cofondateur de De Ploeg (en) (° 21 octobre 1885).
- 7 décembre : Milton Rosmer, acteur, réalisateur, producteur et scénariste britannique (° 4 novembre 1881).
- 11 décembre : Frank Mackenzie Ross, homme politique canadien (° 19 avril 1891).
- 17 décembre : Pierre Forest, peintre français (° 21 novembre 1881).
- 18 décembre :
  - Guillaume Pujolle, peintre français (° 18 juin 1893).
  - Alexandre Trifonovitch Tvardovski, poète et écrivain russe soviétique (° 21 juin 1910).
- 20 décembre : Amerigo Bartoli, peintre, caricaturiste et écrivain italien (° 24 décembre 1890).
- 28 décembre : 
  - Eugene Paul, homme d'État et entrepreneur samoan (° 3 novembre 1900).
  - Max Steiner, compositeur de musique de film américain (° 10 mai 1888).
- 29 décembre : Bert Shelley, footballeur puis entraîneur anglais (° 11 août 1899).
- 31 décembre : Pete Duel, acteur américain (° 24 février 1940).

### Date inconnue
- André La Vernède, peintre et aquarelliste français (° 11 octobre 1899).